# رابرت جی سنکر
رابرت جی سنکر (به انگلیسی: Robert J. Cenker) فضانورد اهل کشور ایالات متحده آمریکا است که در ۵ نوامبر ۱۹۴۸ میلادی در انیون‌تاوون، پنسیلوانیا زاده شد. وی در مأموریت اس‌تی‌اس-۶۱-سی حضور داشته است.